# Laureles (Salto)
Laureles ist eine Ortschaft im Westen Uruguays. 

## Geographie
Sie befindet sich auf dem Gebiet des Departamento Salto in dessen Sektor 10. Nördlich fließt der Arroyo Laureles Grande, an dem in etwa zehn Kilometern Entfernung der Paso Fialho gelegen ist. Dort überquert die Ruta Jones den Fluss. In einigen Kilometern Entfernung liegt nordwestlich die Departamento-Hauptstadt Salto, während im Osten Puntas de Valentín die nächste größere Siedlung ist. Südwestlich ist Campo de Todos gelegen.

## Einwohner
Die Einwohnerzahl Laureles' beträgt 120 (Stand: 2011), davon 58 männliche und 62 weibliche.
| Jahr | Einwohner |
| ---- | --------- |
| 1963 | 149       |
| 1975 | 93        |
| 1985 | 83        |
| 1996 | 146       |
| 2004 | 190       |
| 2011 | 120       |

Quelle: Instituto Nacional de Estadística de Uruguay